# Charles Townes
Pour les articles homonymes, voir Townes.
Charles Hard Townes (né le 28 juillet 1915 à Greenville en Caroline du Sud et mort le 27 janvier 2015 à Oakland en Californie) est un physicien et enseignant américain. Il est lauréat du prix Nobel de physique de 1964.

## Biographie
Il obtient un Bachelor of Arts et un Bachelor of Science (licence) à l'université Furman, un Master of Arts (maîtrise) à l'université Duke et un Philosophiæ Doctor (doctorat) au CalTech.
Townes obtient le brevet fondateur du maser, et effectue d'autres travaux en électronique quantique en lien avec le maser et le laser.
Il est lauréat du prix Nobel de physique de 1964 (avec Nikolaï Bassov et Alexandre Mikhaïlovitch Prokhorov) « pour des travaux fondamentaux en électronique quantique qui ont mené à la construction d'oscillateurs et d'amplificateurs basés sur le principe du maser-laser ». Il est également lauréat du prix Templeton en 2005.
Il participe au comité JASON qui conseille le gouvernement lors de la guerre du Viêt Nam.
L'ordinateur personnel FM Towns porte ce nom en hommage à Charles Townes.

## Publications
- (en) Charles Townes, How the laser happened : Adventures of a scientist, New York, Oxford University Press, 1999, 200 p. (ISBN 978-0-19-512268-8 et 978-0-195-15376-7, OCLC 39123151, lire en ligne).